# Ян Філіп
Філіп Ян (чеськ. Jan Filip, 25 грудня 1900 — 30 квітня 1981) — видатний чеський (чехословацький) історик і археолог, академік.

## Життєпис
Народився в селі Хоцнейовіце району Млада-Болеслав Центральночеського краю, Чехія.
Після закінчення Карлового університету, працював асистентом в Карловому університеті, а відтак — інспектором культури гімназій в Чехії.
У 1938 р. захистив дисертацію, а в 1945 р. став професором історії первісного суспільства в Карловому університеті.
Редагував журнал «Археологічні пам'ятки» (від 1933 р.) й «Археологічні розгляди» (з 1949). Член-кореспондент з 1952 р., академік з 1955 р. і віце-президент Чехословацької АН з 1957 р.. Член Академії наук НДР.
Помер у м. Прага.

## Праці
Автор багатьох монографічних досліджень, у тому числі:
- «Нариси з культури нашої праісторії» (1941)
- «Первісний лад на території Чехословаччини» (1948)
- «Кельти у середній Європі» (1956)
- «Кельтська цивілізація та її спадщина» (1960)